# St.-Nicolai-Kirche (Bothfeld)

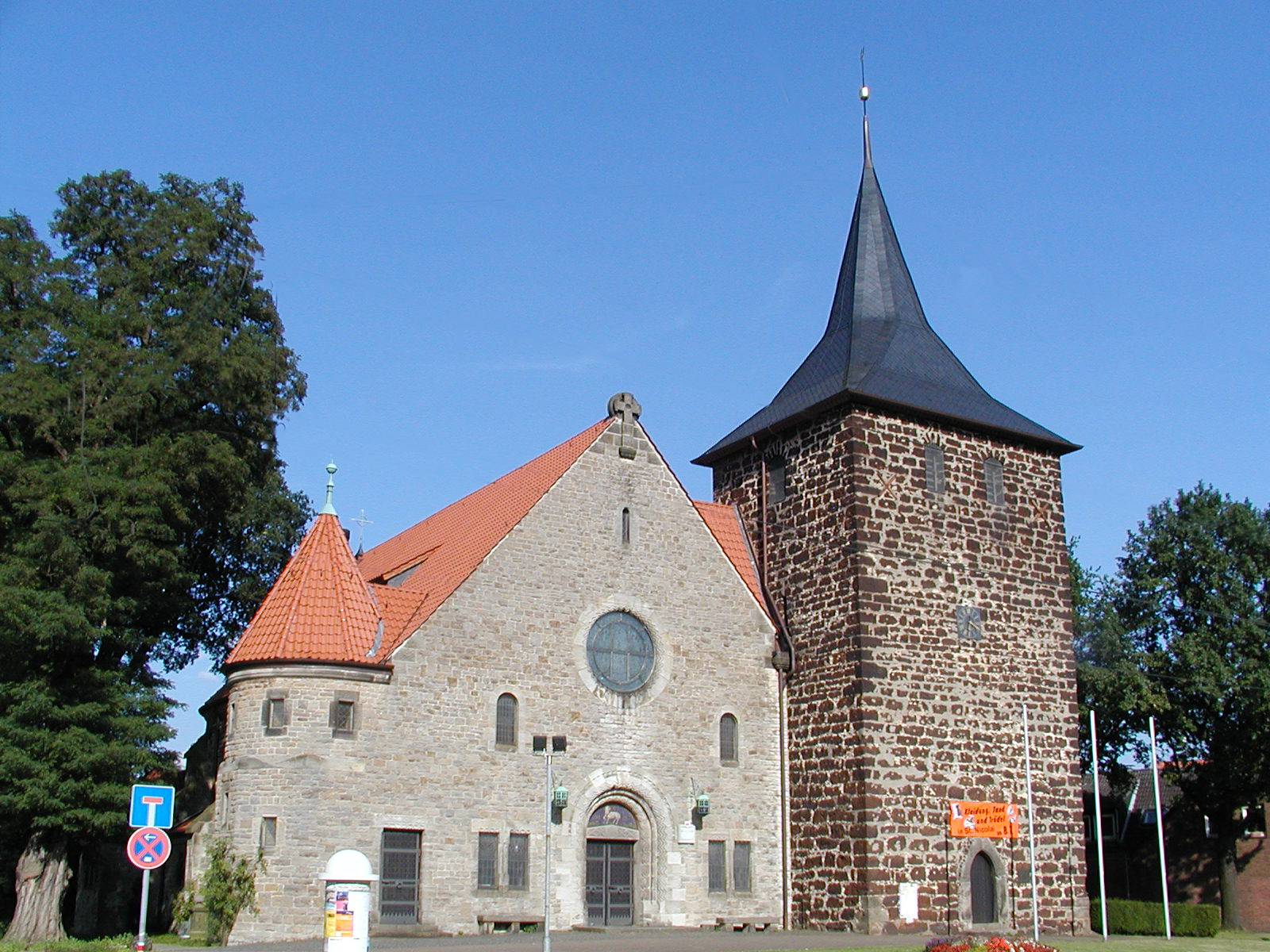
St.-Nicolai-Kirche

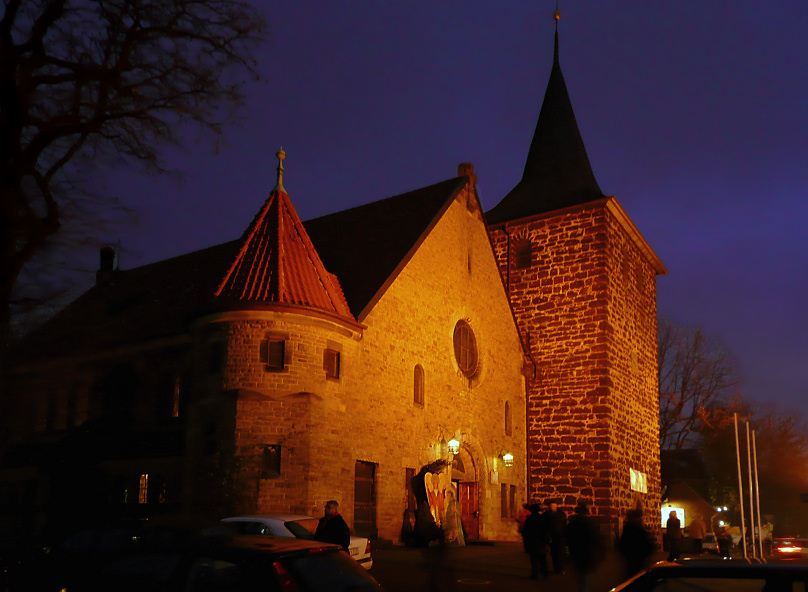
Weihnachtsmarkt an der St.-Nicolai-Kirche

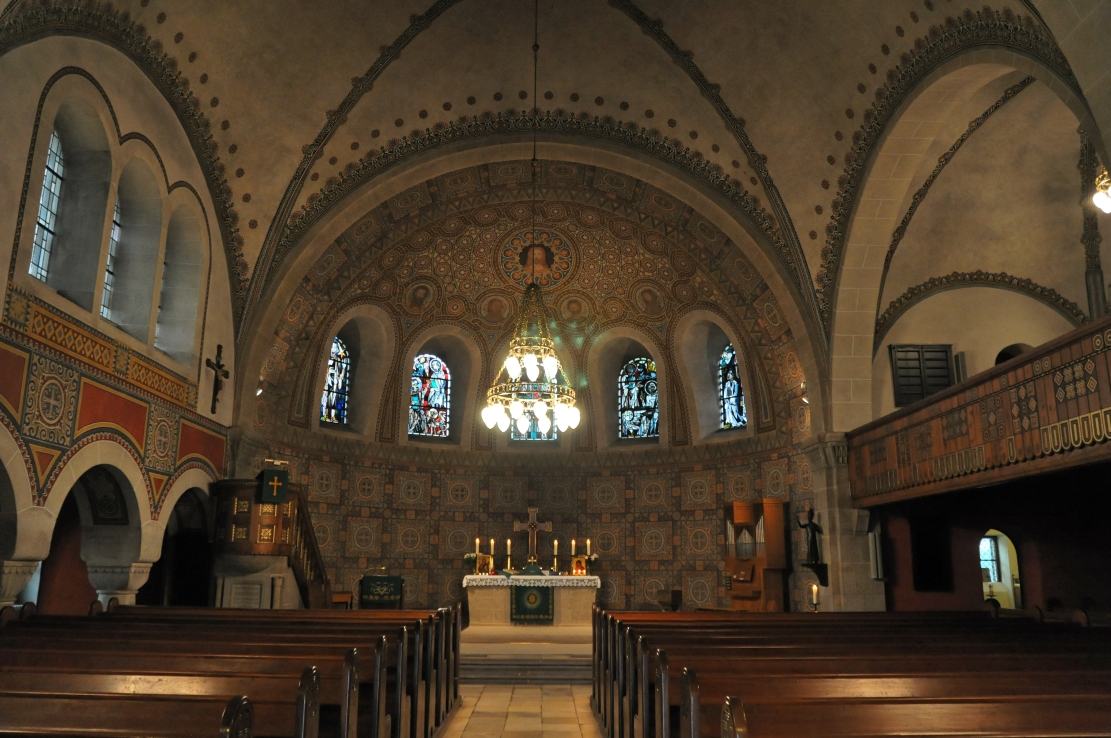
Die Kirche von innen

Die evangelisch-lutherische Kirche St. Nicolai in Hannover ist ein denkmalgeschützter neoromanischer Kirchenbau mit einem aus dem Mittelalter stammenden Glockenturm. Standort des Gebäudes ist der höchste Punkt des historischen Dorfes und zugleich der Eingang zum alten Dorfkern im heutigen Stadtteil Bothfeld an der Sutelstraße 18–19.

## Geschichte
Seit dem Jahr 1288 ist eine St.-Nicolai-Kirche in Bothfeld bekannt. Der 35 Meter hohe Kirchturm mit bis zu 1,7 Meter starken Wänden aus Raseneisenstein stammt aus dem 14. Jahrhundert. 1776 wurde das Kirchenschiff abgebrochen und durch eine barocke Saalkirche ersetzt. Dieser Bau wich ab 1910 einem Neubau im neoromanischen Stil mit Kalkstein aus dem Süntel, wobei der mittelalterliche Turm erhalten blieb. Baumeister war Eduard Wendebourg, ein Schüler von Conrad Wilhelm Hase. Die Kirche wurde im Oktober 1911 eingeweiht. Der Innenraum und die Dekoration wurden nach dem Vorbild des Jugendstils gestaltet. Initiiert wurde der Neubau von Pastor Carl Schütte († 17. August 1930), der insgesamt 37 Jahre in der Gemeinde tätig war und auf dem Friedhof in der Ebelingstraße begraben ist. Die Baukosten des Kirchenbaus betrugen etwa 100.000 Mark damaliger Währung.

## Kirchenschiff
Das Kirchenschiff wurde bis 1918 von Karl Bohmann und später von Hubert Kattentidt vollständig ausgemalt. 1959 wurde das Innere neugestaltet und dabei die Bemalung übertüncht sowie fünf farbige Fenster aus Glas mit folgenden Darstellungen eingesetzt: In der Mitte Christus der Auferstandene, ihm zur Seite die vier Evangelisten: links Matthäus mit dem Attribut des geflügelten Menschen, Markus mit dem Löwen, rechts Johannes mit Adler sowie Lukas mit dem Stier.
Die weiteren Fenster zeigen vier Propheten des Alten Testaments, Jesaja mit dem Stern, Jeremia mit der Schriftrolle, Daniel mit dem Gerichtswort „MENE TEKEL UPHARSIN“ und Hesekiel mit einem Brief.
Der Taufstein wurde aus der Vorgängerkirche übernommen.
Anlässlich des 700-jährigen Kirchenjubiläums im Jahr 1988 wurde der alte Zustand wiederhergestellt.

## Orgel

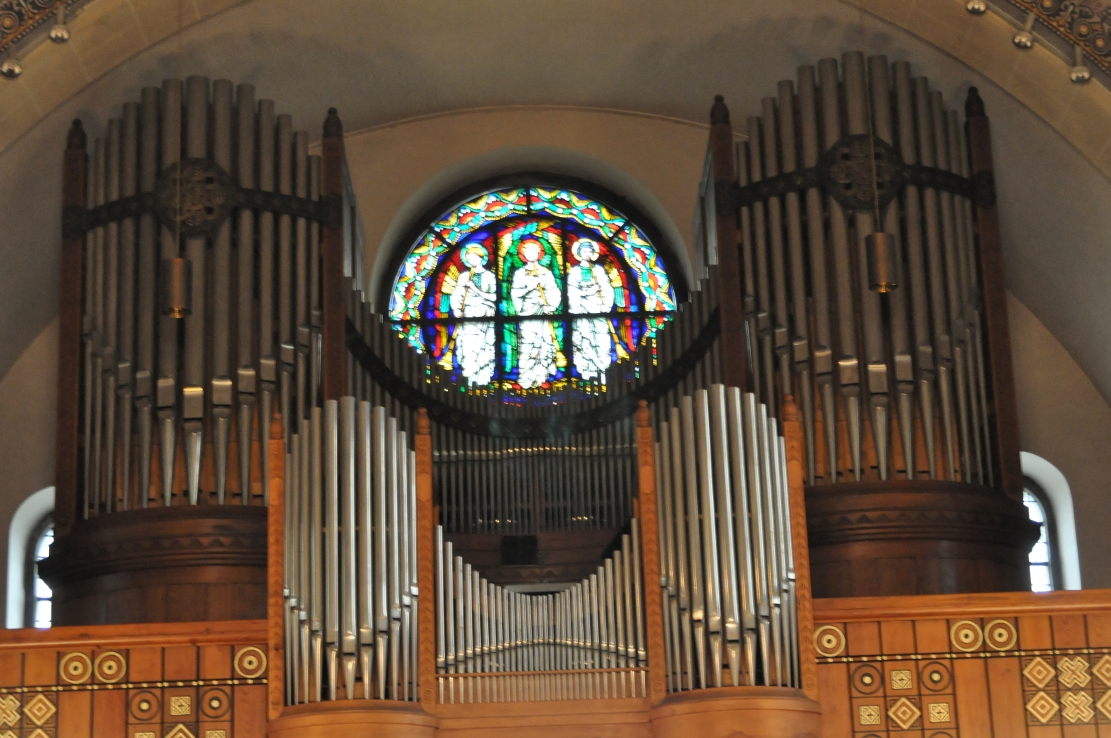
Orgelprospekt

Die Orgel aus dem Jahr 1977 stammt von der Firma Rensch aus Lauffen am Neckar. Das Gehäuse stammt aus dem Jahr 1911. Das Schleifladen-Instrument hat 27 Register (1344 Pfeifen) auf zwei Manualen und Pedal und hat zusätzlich ein Koppelmanual. Die Spiel- und Registertrakturen sind mechanisch.
| II Hauptwerk C–g3 |                    |        |
| 1.                | Prinzipal          | 8′     |
| 2.                | Rohrflöte          | 8′     |
| 3.                | Oktave             | 4′     |
| 4.                | Nachthorn          | 4′     |
| 5.                | Oktave (aus Nr. 6) | 2′     |
| 5.                | Waldflöte          | 2′     |
| 6.                | Mixtur IV-V        | 2′     |
| 7.                | Cornett V          | 8′     |
| 8.                | Terz (aus Nr. 7)   | 1 3⁄5′ |
| 9.                | Trompete           | 8′     |

| III Rückpositiv C–g3 |                     |        |
| 10.                  | Holzgedackt         | 8′     |
| 11.                  | Prinzipal           | 4′     |
| 12.                  | Rohrflöte           | 4′     |
| 13.                  | Oktave              | 2′     |
| 14.                  | Oktave (aus Nr. 18) | 1′     |
| 15.                  | Quinte (aus Nr. 19) | 2 ⁄3′  |
| 16.                  | Quinte              | 1 ⁄3′  |
| 17.                  | Terz (aus Nr. 19)   | 1 3⁄5′ |
| 18.                  | Scharf III          | 1′     |
| 19.                  | Sesquialtera II     | 2 ⁄3′  |
| 20.                  | Vox humana          | 8′     |
|                      | Tremulant           |        |

| Pedal C–f1 |                     |     |
| 21.        | Subbass             | 16′ |
| 22.        | Oktavbass           | 8′  |
| 23.        | Gedecktbass         | 8′  |
| 24.        | Pommer              | 4′  |
| 25.        | Oktave (aus Nr. 26) | 2′  |
| 26.        | Hintersatz III      |     |
| 27.        | Posaune             | 16′ |

- Koppeln: II/I, III/I, II/P, III/P

## Glocken

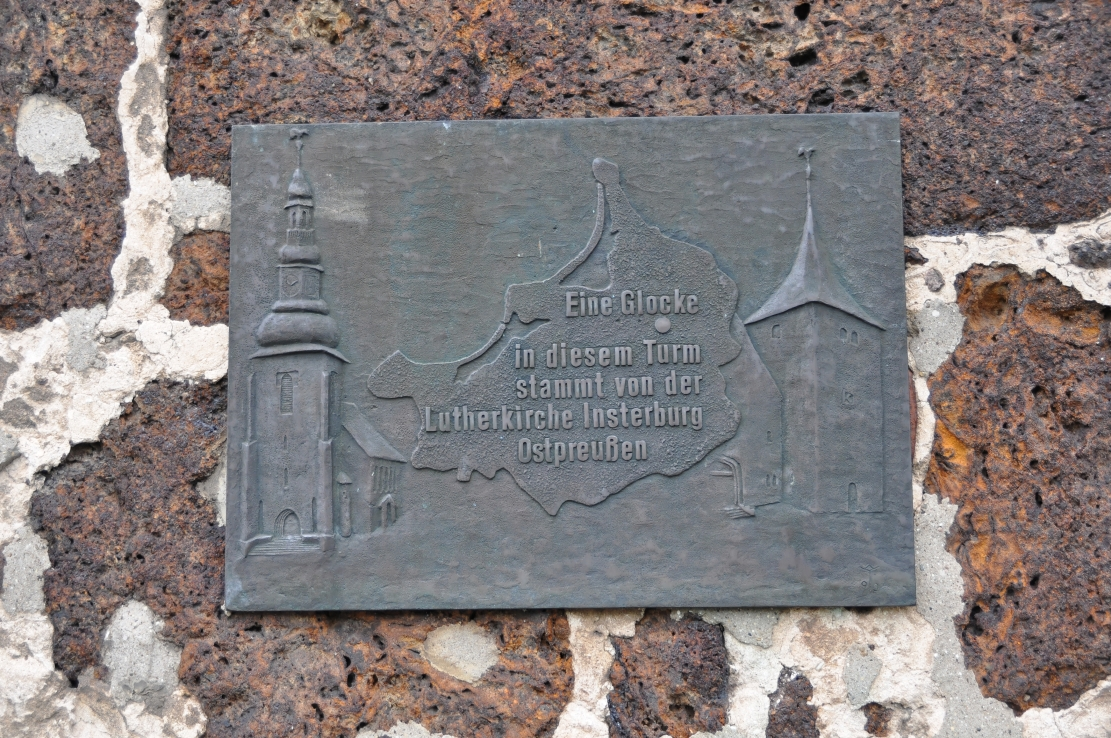
Erinnerungstafel an die Glocke aus Insterburg

Der Turm der Kirche trägt drei Glocken, benannt „Gerechtigkeit“, „Friede“ und „Freude“. Die älteste wurde im Jahr 1639 gegossen, stammt aus der Lutherkirche in Insterburg (Ostpreußen) und kam nach dem Ende des Zweiten Weltkriegs nach Bothfeld. Die Glocke war während des Zweiten Weltkriegs im Zuge der Rüstungsproduktion zum Einschmelzen vorgesehen und zu diesem Zweck zu einem Glockenfriedhof transportiert worden. Am Ende des Krieges war sie noch nicht eingeschmolzen, wurde aber nicht zum von der sowjetischen Armee besetzten Insterburg zurückgebracht. Eine Bronzetafel am Turm weist auf die Herkunft der Glocke hin, ohne den Grund für deren Ortswechsel zu berichten. Viele Insterburger sind glücklich, dass diese Glocke den Zweiten Weltkrieg überstanden hat und noch heute ihren Dienst versieht.

## Kirchfriedhof

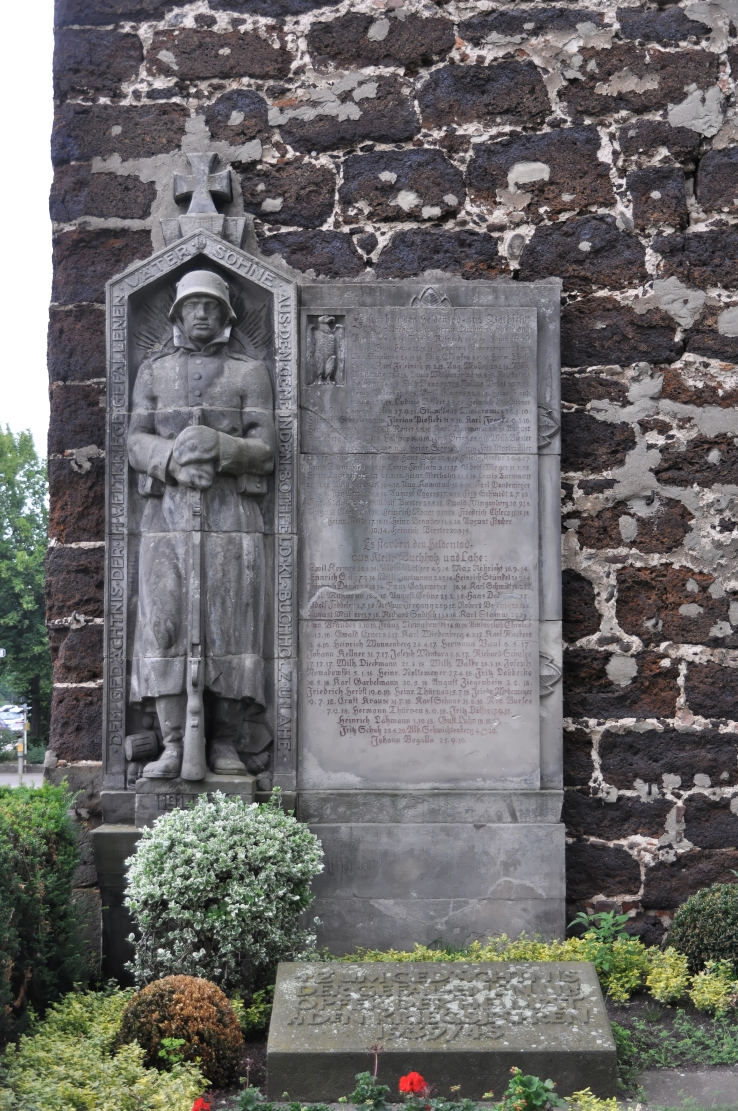
„Krieger“-Denkmal auf der Kirchensüdseite, Gestaltung bis 2019

Um die Kirche lag früher der Kirchfriedhof, auf dem die Verstorbenen von Bothfeld sowie die der eingepfarrten Dörfer Klein-Buchholz, Groß-Buchholz sowie Lahe bestattet wurden. Er wurde durch den an der Ebelingstraße gelegenen Alten Bothfelder Friedhof ersetzt, als die Zahl der Einwohner angestiegen war. Noch heute stehen auf der die Kirche umgebenden Rasenfläche Grabmale aus dem 17. bis 19. Jahrhundert. Fünf der Grabsteine sind in Carl Wolffs „Die Kunstdenkmäler der Provinz Hannover“ von 1899 abgebildet. Einige davon sind inzwischen im Inneren der Kirche aufgestellt. Gestalter der Grabmale waren unter anderem die um 1700 tätigen hannoverschen Bildhauer Peter Köster und Jürgen Gerhart Schrader.
Kriegsopferdenkmal
An der Südseite des Kirchturms ist ein von Friedrich Goy, Heinrich Reinecke und Wilhelm Huhn gestaltetes Mahnmal mit der überlebensgroßen Figur eines Soldaten für die im Ersten Weltkrieg gefallenen Soldaten aus Bothfeld angebracht.  Nach 1945 wurde dieses durch einen auf der Erde liegenden Stein ergänzt, der der Erinnerung an die Toten des Zweiten Weltkriegs gilt. 2019 wurde im Rahmen der Umgestaltung auf die gegenüberliegende Seite versetzt. Während das Mahnmal für den Ersten Weltkrieg die Namen der Toten auflistet, enthält der Stein zum Zweiten Weltkrieg keine Namensliste.
Friedensgarten

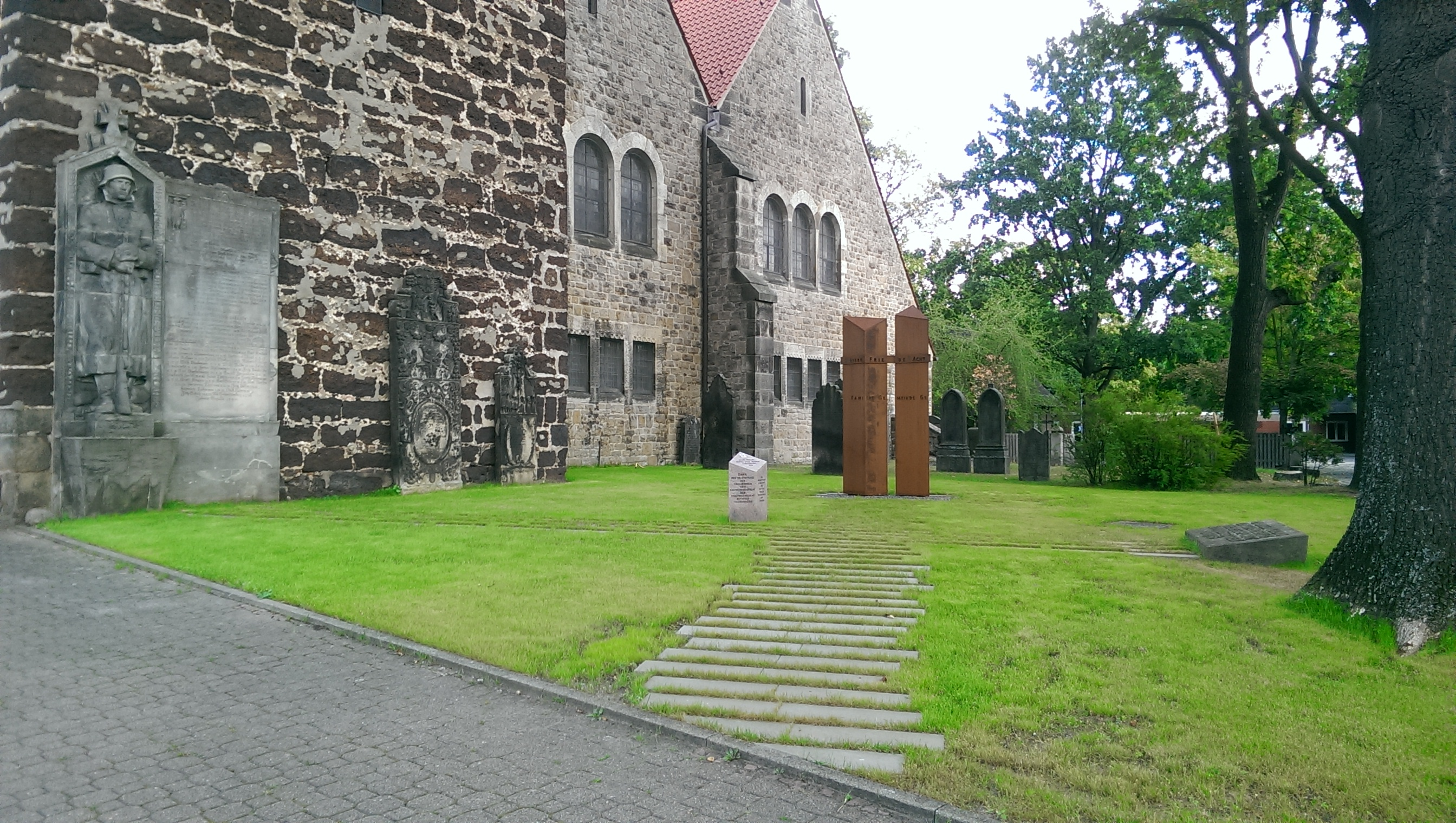
Geh-Denk-Garten mit dem Mahnmal zur Einhaltung des Friedens

2019 wurde der neu gestaltete Friedensgarten an der Kirche eingeweiht, der die Bezeichnung „GEH DENK GARTEN FRIEDEN !“ trägt und dessen Mahnmal von Winni Schaak entworfen wurde. Auf der Webseite der Kirchengemeinde wird die Bedeutung so beschrieben: Der Weg des „Geh-Denk-Gartens Frieden“ verbindet mit der Pflasterung einzelne Stationen der Erinnerung und des Gedenkens, die zum Innehalten einladen. Er vernetzt Vergangenheit und Gegenwart und weist mahnend in die Zukunft.
Heinrich-Hoffmann-von-Fallersleben-Eichen und Gedenkstein

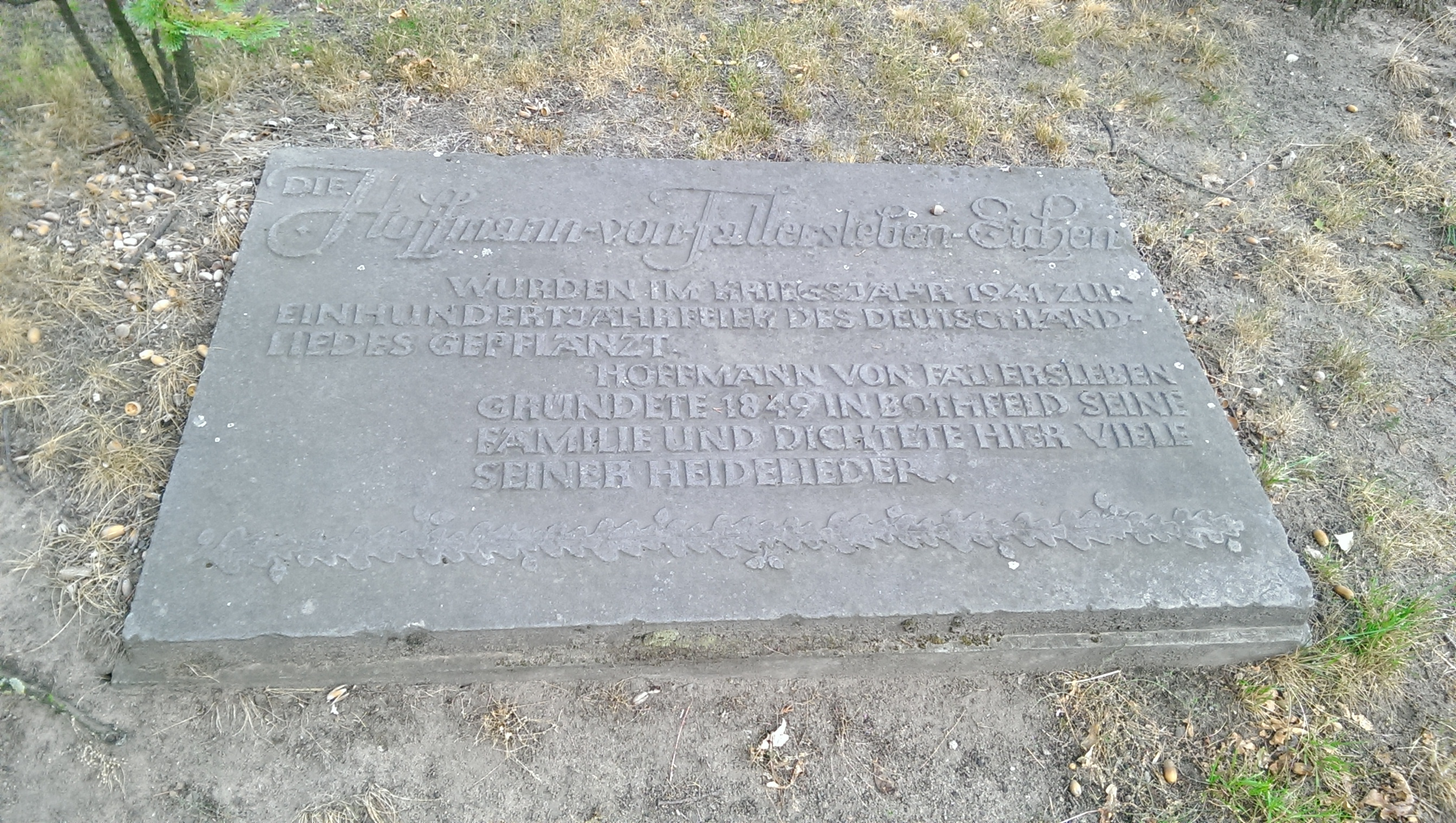
Gedenktafel für Hoffman von Fallersleben von 1941

Auf dem südlichen Teil des Kirchfriedhof stehen zwei Eichen, deren Bedeutung und Bezug zu Heinrich-Hoffmann-von-Fallersleben ein in der Rasenfläche liegender Stein erläutert:
Hoffman-von-Fallersleben-Eichen / wurden im Kriegsjahr 1941 zur / Hundertjahrfeier des Deutschland- / Liedes gepflanzt. / Hoffmann von Fallersleben / gründete 1849 in Bothfeld seine / Familie und dichtete hier viele / seiner Heidelieder.
Er heiratete hier seine 18-jährige Nichte Ida vom Berge, die die Tochter des Pastors der St. Nicolai Kirchengemeinde war. Er schützte ihn vor dem Zugriff der Polizei und ermöglichte seine spätere Flucht aus Hannover. Die Grabstellen der Schwiegereltern befinden sich auf dem Alten Bothfelder Friedhof Grabstelle (I/B/01MN) an der Ebelingstrasse.

## Sonstiges

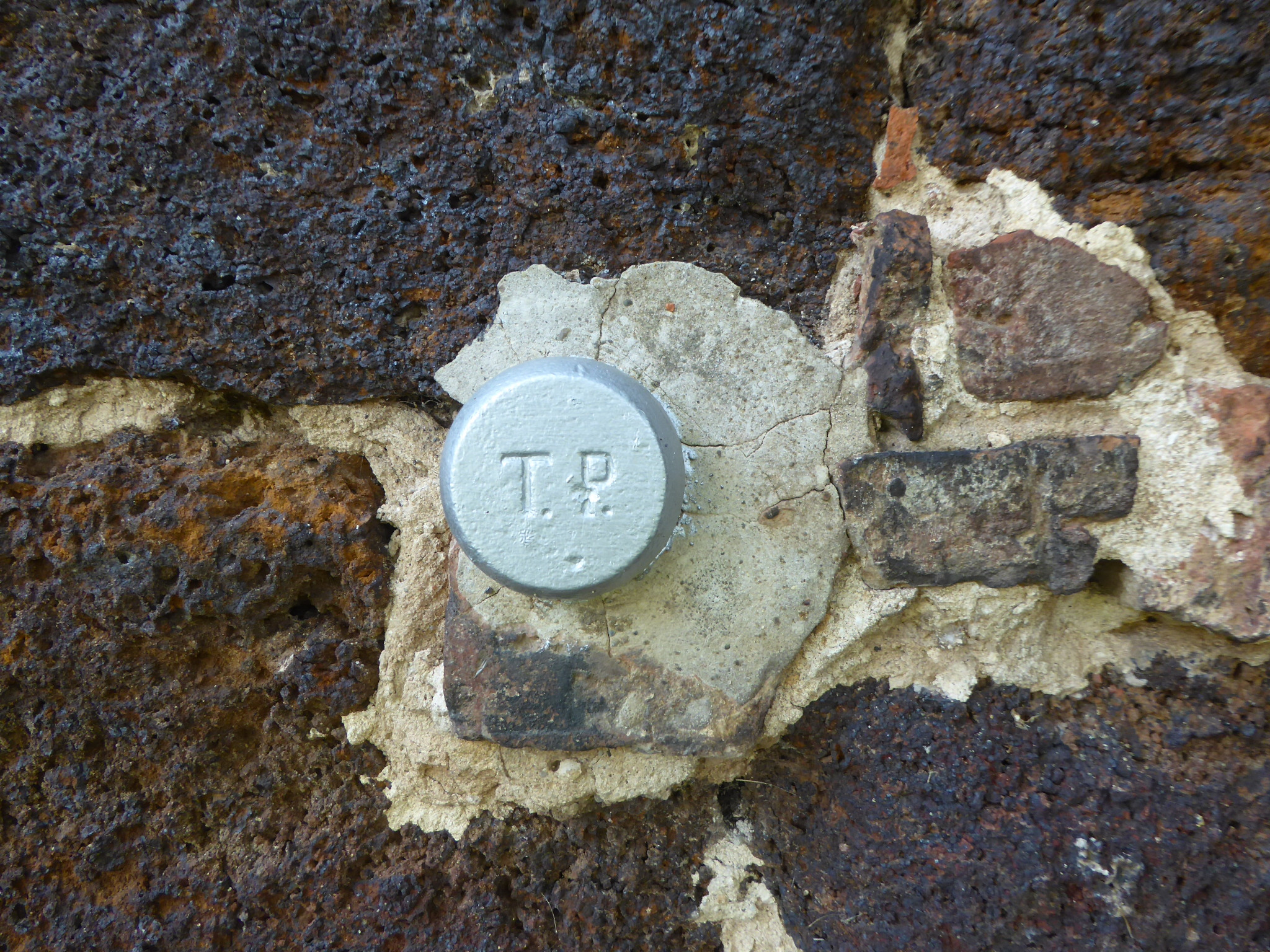
Turmbolzen an der St. Nicolai Kirche

An der Südmauer des Kirchturms befindet sich ein Turmbolzen der Königlich Preußischen Landesaufnahme mit der damaligen Höhe von 56.289 m über Normal-Null.
Der Bothfelder Kirchturm wird im Rahmen der Landes-Triangulation am 17. August 1890 und in den Folgejahren als trigonometrischer Hochpunkt benutzt. Dazu werden vor dem Ost-, West- und Südfenster temporäre balkonartige Beobachtungseinrichtungen geschaffen und Richtungsmessungen zu anderen Punkten durchgeführt. Als Ausgangspunkte wurden die Kirchtürme der Aegidienkirche (Hannover) und St. Marien (Isernhagen) sowie Bodenpunkte auf dem Kronsberg und in Stelingen angezielt. Die Sichtverbindungen waren Ende des 19. Jahrhunderts noch möglich. Heute ist auch die Sicht nach Isernhagen durch das höhere Dach des Kirchenschiffes (Umbau 1911) nicht mehr möglich. 
Für die Höhenbestimmung des Turmbolzens an der Bothfelder Kirche wird 1891 ein Signal-Nivellement vom Höhenfestpunkt (Nummerbolzen 1649) der Linie Hannover-Celle aus dem Ur-Nivellement durchgeführt. Der Anschlusspunkt lag an der heutigen Podbielskistraße am Klingerplatz.